# Myōhon-ji
Myohon-ji (妙本寺?, Myōhonji)è uno dei più antichi templi della setta Nichiren a Kamakura, Kanagawa. Il suo nome ufficiale è Chōkō-zan Myohon-ji (長興山妙本寺?, Chōkōzan Myōhonji). "Choko" deriva dal nome postumo del padre di Nichiren e "Myohon" di sua madre.

## Storia
Nel 1202 Minamoto no Yoriie divenne shōgun all'età di 18 anni. Il vero potere rimase a suo nonno, Hōjō Tokimasa e sua madre Masako. Yoriie sposò Wakasa no Tsubone, la figlia di Hiki Yoshikazu un generale e guerriero cui si affidò molto.  Poco dopo, Wakasa ha dato alla luce un ragazzo di nome Ichiman, che avrebbe dovuto essere il legittimo successore dello shogunato. Tokimasa ha invitato Hiki Yoshikazu per i colloqui di pace e poi lo ha assassinato e la sua casa è stata distrutta nel 1203.
Hiki Yoshimoto è stato l'unico sopravvissuto di questa tragedia. Fuggì a Kyoto dove incontrò Nichiren e divenne suo discepolo. Yoshimoto tornò a Kamakura quando era molto più grande. Al suo ritorno Hiki Yoshimoto costruì Myohon-ji nella sua terra residenziale a Kamakura per consolare le anime dei suoi antenati.
Le tombe di tutti i membri della famiglia Hiki e dei loro parenti sono sul lato destro del giardino. In precedenza, le tombe erano ospitate in Ankokuron-ji, ma negli anni '20 furono trasferite nel Myōhon-ji.

## Soshido
Il Soshido, o "sala dei sacerdoti fondatori", è la struttura più grande e più importante. Una statua lignea di Nichiren fu costruita nel XIV secolo dal sacerdote Nippo (1259-1341) ed è l'oggetto principale di culto contenuto all'interno della sala.

## Niten-mon
Il Niten-mon, o "Porta dei due paradisi", fu costruito nel 1840. Si tratta di un cancello rosso vivo situato proprio prima della Sala Soshido. Al suo interno sono contenute un paio di statue, Tamonten e Jikokuten.

## Strutture correlate

### Jakushi-dō
Il nome completo di Jakushi-dō è Jakushi Myōjin, che si traduce in "Dio del soccorso al serpente malato".
Quando la moglie dello Shogun, Wakasa sentì che Ichiman era stato ucciso, si gettò in un pozzo vicino. Si diceva che lo spirito di Wakasa si fosse trasformato in un serpente. Un giorno possedette il corpo della figlia di Hojo Masamura (il settimo reggente Hojo) che si ammalò gravemente. Parlava in modo delirante e strisciava come un serpente. Masamura costruì la sala del culto Jakushi-do per placare il suo spirito.

### Statue
Una grande statua di bronzo, costruita nel 2002, di Nichiren può essere vista sul terreno del tempio poco prima del Soshidō.